# Vassacyon
Vassacyon — вимерлий рід хижоподібних ссавців. Скам'янілості знайдено у Франції й США.